# Caol Uno
Caol "Uno Shoten" Uno (宇野 薫, Uno Kaoru, parfois transcrit en Kaoru Uno), né le 8 mai 1975 à Kanagawa au Japon, est un combattant japonais de combat libre, pratiquant le Wa jitsu.

## Biographie
Ayant montré dans le passé de grandes capacités en stand up, il est surtout reconnu pour son excellent niveau en grappling. Ses techniques les plus célèbres sont le single leg take down et le rear naked choke. Il a participé aux grands débuts de la catégorie Lightweight de l'Ultimate Fighting Championship (UFC) avec les talentueux Jens Pulver et B.J. Penn et pris part à la finale du tournoi Lightweight de l'UFC qui fut un échec pour l'organisation. En effet, la décision des juges score un match nul entre Uno et Penn, ce qui empêche l'avènement d'un champion et aboutira à la suspension de la catégorie. Durant sa carrière il a combattu dans diverses organisations comme le Shooto, le K1 HEROES, l'UFC (cité précédemment) et participé à des prestigieux tournois de grappling comme l'ADCC. Son palmarès professionnel en MMA est de 23-9-4 au 23 mai 2007.

## Palmarès en MMA
| Résultat | Adversaire         | Méthode                       | Nom de l'évènement | Date       | Round | Temps |
| -------- | ------------------ | ----------------------------- | ------------------ | ---------- | ----- | ----- |
| Défaite  | Kazuyuki Miyata    | Decision (Unanimous)          | Dynamite !! 2010   | 31/12/2010 | 3     | 5:00  |
| Victoire | Ali Ibrahim        | Submission (Armbar)           | K-1-Hero's 8       | 3/12/2007  | 1     | 1:58  |
| Défaite  | Gesias Calvancanti | Decision (Majority)           | K-1-Hero's 7       | 10/9/2006  | 2     | 5:00  |
| Victoire | Ivan Menjivar      | Decision (Unanimous)          | K-1-Hero's 7       | 10/9/2006  | 2     | 5:00  |
| Victoire | Kultar Gill        | Submission (Rear Naked Choke) | K-1-Hero's 6       | 8/5/2006   | 2     | 3:30  |
| Victoire | Ole Laursen        | Submission (Rear Naked Choke) | K-1-Hero's 5       | 5/3/2006   | 2     | 4:36  |
| Victoire | Rich Clementi      | Decision (Unanimous)          | K-1-Hero's 4       | 3/15/2006  | 2     | 5:00  |